# Morfing

Morfing 18-klatkowy

Morfing (ang. morphing) – technika przekształcania obrazu polegająca na płynnej zmianie jednego obrazu w inny, stosowana w filmie i animacji komputerowej.
W filmie od dawna znany był efekt przenikania obrazów – pierwsza scena stopniowo zanikała, druga stawała się coraz bardziej wyraźna. Odbywało się to jednak bez przekształcania zawartości łączonych scen. Takie rozwiązanie nie pozwalało na bardziej złożone przekształcenia i zawsze pozostawiało wrażenie sztuczności. W odróżnieniu od przenikania morfing polega na takim odkształcaniu łączonych obrazów, aby przez cały czas przejścia obraz pozostawał wyraźny, a zmiana kształtów odbywała się w sposób płynny.
Obecnie morfing przeprowadzany jest przy użyciu komputerów. Odpowiednie algorytmy i oprogramowanie pozwalają na dowolne przekształcenia jednego obrazu w inny.
Jednym z pierwszych filmów w których wykorzystano tę technikę jest Willow z 1988 roku. Innym filmem, w którym szeroko ją zastosowano jest Terminator II. Natomiast jednym z najbardziej znanych teledysków muzycznych z wykorzystaniem techniki morfingu, jest Michael Jackson – "Black or White".
Jedną z pierwszych reklam telewizyjnych w Polsce z morfingiem była reklama Lotto "Miliard w środę, miliard w sobotę" z 1992 roku.
Odmianą morfingu jest warping – odkształcanie pojedynczego obrazu, najczęściej karykaturalne.

## Sporządzanie morfingów

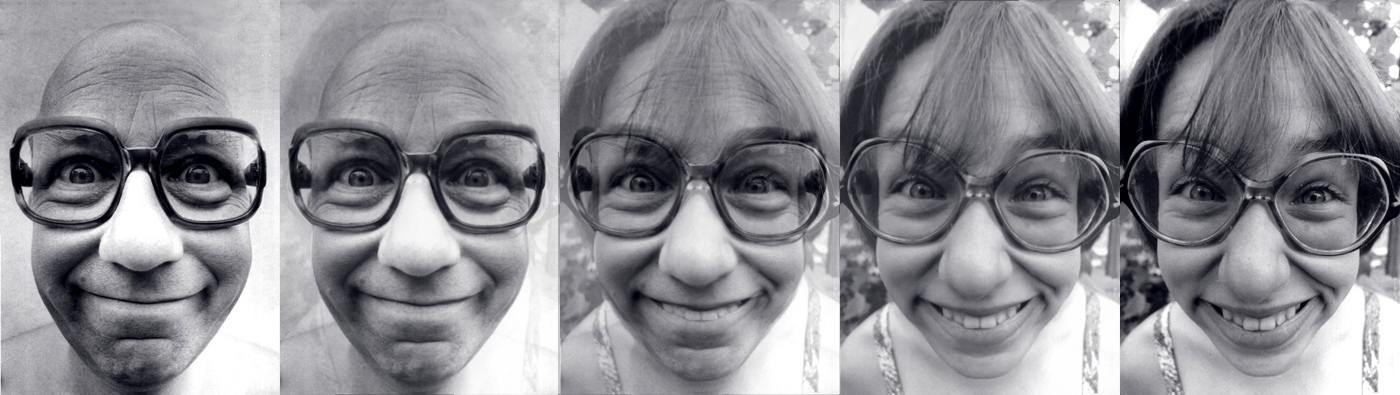
Przykład morfingu

Dostępne w Internecie programy (w tym również bezpłatne – freeware) wymagają jedynie wprowadzenia dwóch plików graficznych jednakowej wielkości obrazu.
Gotowe morfingi mogą mieć postać albo serii obrazów statycznych, np. *.jpg, albo pliku filmowego np. *.mpg, *.avi, lub animowanego *.gif (max. 255 klatek). Po wczytaniu obu plików należy zaznaczyć na nich odpowiadające sobie szczegóły. Po określeniu liczby klatek i innych parametrów program generuje morfing w żądanym formacie. Morfing dwukierunkowy zapewnia ciągły płynny ruch.

## Estetyka morfingu

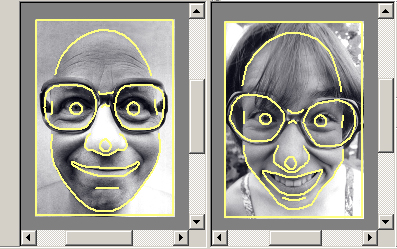
Technika morfingu

Przy doborze pary obrazów wyjściowych należy przestrzegać następujących zasad:
- obrazy powinny być na tyle podobne, aby fazy pośrednie nie tworzyły bezładnego kłębowiska kształtów
- liczba obrazów pośrednich powinna być taka, aby powstała płynna kilkusekundowa animacja